# Radula platyglossa
Radula platyglossa là một loài rêu trong họ Radulaceae. Loài này được P.C. Chen mô tả khoa học đầu tiên năm 1964.